# Face the Music (album des New Kids on the Block)
Pour les articles homonymes, voir Face the Music.
Albums de NKOTB
Step by Step
(1990) The Block
(2008)
Face the Music est le quatrième album studio du boys band américain NKOTB (autrefois appelé New Kids on the Block), sorti le 25 janvier 1994.
L'album a débuté à la 37e place du classement des albums du magazine américain Billboard, le Billboard 200 (pour la semaine du 12 février 1990), et n'est pas monté plus haut.
Pour cet album, le groupe a raccourci son nom à « NKOTB » (pour avoir l'air plus mature).

## Liste des pistes
| No  | Titre                         | Auteur                                                                                               | Producteur(s)                | Durée |
| --- | ----------------------------- | --- | ---------------------------- | ----- |
| 1.  | Intro: Face the Music         | Donnie Wahlberg                                                                                      | Wahlberg                     | 2:14  |
| 2.  | You Got the Flavor            | Teddy Riley, Chauncey Hannibal, Antwone Dickey, Markell Riley                                        | T. Riley                     | 4:50  |
| 3.  | Dirty Dawg                    | Wahlberg, Larry Thomas, J.R. Jackson, Jordan Knight, John Johnson, Nice & Smooth                     | Wahlberg                     | 4:15  |
| 4.  | Girls                         | Riley, Leon Sylvers III, Dickey, M. Riley, Harry Ray, Albert Goodman, Virginia Dodson, Walter Morris | T. Riley, Sylvers            | 4:28  |
| 5.  | If You Go Away                | Walter Afanasieff, John Bettis, Trey Lorenz                                                          | Afanasieff                   | 5:30  |
| 6.  | Keep on Smilin'               | Narada Michael Walden, Sylvester Jackson, Sally Jo Dakota                                            | Walden                       | 4:35  |
| 7.  | Never Let You Go              | T. Riley, Sylvers, Dickey, M. Riley                                                                  | T. Riley, Sylvers            | 5:34  |
| 8.  | Keepin' My Fingers Crossed    | Richard Wolf, Knight, Wahlberg, James Wirrick                                                        | Wolf                         | 4:18  |
| 9.  | Mrs. Right                    | Wahlberg, Larry Thomas, R. Jackson, Joe McIntyre, J. Johnson                                         | Wahlberg                     | 5:03  |
| 10. | Since You Walked into My Life | Afanasieff, Knight, Bettis                                                                           | Afanasieff                   | 6:24  |
| 11. | Let's Play House              | Jason Hess, Melissa Ritter, Wahlberg                                                                 | Wahlberg, Knight, Jason Hess | 4:58  |
| 12. | I Can't Believe It's Over     | Walden, Knight, Dakota                                                                               | Walden                       | 5:08  |
| 13. | I'll Still Be Loving You      | Walden, Dakota, Mike Mani, Monty Seward                                                              | Walden                       | 5:09  |
| 14. | I'll Be Waitin'               | Danny Wood, B. McClain, Brian Young, Dow Brain, Eric Barrier, William Griffin                        | Wood                         | 4:34  |

| 15. | Dawgappella | Wahlberg, Thomas, J.R. Jackson, Knight, Johnson, Nice & Smooth | Wahlberg | 4:14 |